# Liste der Darsteller und Figuren aus American Horror Story

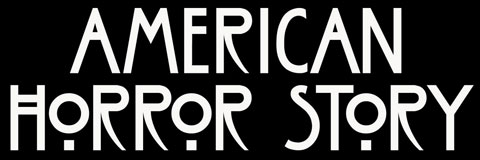
Logo zur Serie

Diese Liste an Darstellern und Figuren zeigt eine Aufzählung aller Ensembleschauspieler sowie vieler weiterer Darsteller in der Fernsehserie American Horror Story sowie die durch sie darin besetzten Rollen. Viele Schauspieler verkörperten im Laufe der Zeit verschiedene Rollen und traten immer wieder in verschiedenen Kapazitäten in der Serie auf.
Die deutsche Synchronisation entstand nach Dialogbüchern von Martin Keßler (Staffel 1), Tobias Neumann (Staffel 1 bis 6), Marcel Collé, Maja Condrus (Staffel 2), Tammo Kaulbarsch (Staffel 3), Karlo Hackenberger (Staffel 6 bis 8) und Christian Kähler (Staffel 7 und 8) unter der Dialogregie von Collé (Staffel 1 bis 5) und Hackenberger (Staffel 6 bis 8) durch die Synchronfirma Arena Synchron GmbH in Berlin.

## Übersicht
| Schauspieler           | Charakter                 | Charakter                      | Charakter          | Charakter                   | Charakter                       | Charakter                                         | Charakter                         | Charakter                                              | Charakter        | Charakter                     | Charakter            | Charakter              | Charakter            | Synchronsprecher                                  |
| Schauspieler           | Murder House              | Asylum                         | Coven              | Freak Show                  | Hotel                           | Roanoke                                           | Cult                              | Apocalypse                                             | 1984             | Double Feature                | Double Feature       | NYC                    | Delicate             | Synchronsprecher                                  |
| Schauspieler           | Murder House              | Asylum                         | Coven              | Freak Show                  | Hotel                           | Roanoke                                           | Cult                              | Apocalypse                                             | 1984             | Red Tide                      | Death Valley         | NYC                    | Delicate             | Synchronsprecher                                  |
| ---------------------- | ------------------------- | ------------------------------ | ------------------ | --------------------------- | ------------------------------- | ------------------------------------------------- | --------------------------------- | ------------------------------------------------------ | ---------------- | ----------------------------- | -------------------- | ---------------------- | -------------------- | ------------------------------------------------- |
| Connie Britton         | Vivien Harmon             |                                |                    |                             |                                 |                                                   |                                   | Vivien Harmon                                          |                  |                               |                      |                        |                      | Melanie Pukaß                                     |
| Dylan McDermott        | Dr. Benjamin „Ben“ Harmon | Johnny Morgan                  |                    |                             |                                 |                                                   |                                   | Dr. Benjamin „Ben“ Harmon                              | Bruce            |                               |                      |                        |                      | Peter Flechtner                                   |
| Taissa Farmiga         | Violet Harmon             |                                | Zoe Benson         |                             |                                 | Sophie Green                                      |                                   | Zoe BensonViolet Harmon                                |                  |                               |                      |                        |                      | Luisa Wietzorek                                   |
| Denis O’Hare           | Larry Harvey              |                                | Spalding           | Stanley                     | Liz Taylor                      | William van HendersonDr. Elias Cunningham         |                                   |                                                        |                  | Holden Vaughn                 |                      | Henry                  | Dr. Andrew Hill      | Udo Schenk                                        |
| Jessica Lange          | Constance Langdon         | Schwester Jude / Judy Martin   | Fiona Goode        | Elsa Mars                   |                                 |                                                   |                                   | Constance Langdon                                      |                  |                               |                      |                        |                      | Karin Buchholz                                    |
| Evan Peters            | Tate Langdon              | Kit Walker                     | Kyle Spencer       | Jimmy Darling               | James Patrick March             | Edward Philipe MottRory Monahan                   | Kai Anderson                      | Mr. GallantJames Patrick MarchTate LangdonJeff Pfister |                  | Austin Sommers                |                      |                        |                      | Jan Rohrbach                                      |
| Zachary Quinto         | Chad Warwick              | Dr. Oliver Thredson            |                    |                             |                                 |                                                   |                                   |                                                        |                  |                               |                      | Sam                    | Craig                | Timmo Niesner                                     |
| Joseph Fiennes         |                           | Monsignor Timothy Howard       |                    |                             |                                 |                                                   |                                   |                                                        |                  |                               |                      |                        |                      | Frank Schaff                                      |
| Sarah Paulson          | Billie Dean Howard        | Lana Winters                   | Cordelia Goode     | Bette Tattler & Dot Tattler | Sally McKennaBillie Dean Howard | Audrey TindallShelby MillerLana Winters           | Ally Mayfair-RichardsSusan Atkins | Wilhemina VenableCordelia GoodeBillie Dean Howard      |                  | Tuberculosis Karen            | Mamie Eisenhower     |                        |                      | Ulrike Stürzbecher                                |
| Lily Rabe              | Nora Montgomery           | Schwester Mary Eunice          | Misty Day          | Schwester Mary Eunice       | Aileen Wuornos                  | Shelby Miller                                     |                                   | Misty Day                                              | Lavinia Richter  | Doris Gardener                | Amelia Earhart       |                        |                      | Cathlen Gawlich                                   |
| Lizzie Brocheré        |                           | Grace Bertrand                 |                    |                             |                                 |                                                   |                                   |                                                        |                  |                               |                      |                        |                      | Kaya Marie Möller                                 |
| James Cromwell         |                           | Dr. Arthur Arden / Hans Gruber |                    |                             |                                 |                                                   |                                   |                                                        |                  |                               |                      |                        |                      | Jochen Schröder                                   |
| Frances Conroy         | Moira O’Hara              | Shachath (Engel des Todes)     | Myrtle Snow        | Gloria Mott                 |                                 | Mama Polk                                         | Bebe Babbitt                      | Myrtle SnowMoira O’Hara                                |                  | Sarah Cunningham / Belle Noir |                      |                        |                      | Helga Sasse Katharina Lopinski (seit Staffel 3)   |
| Emma Roberts           |                           |                                | Madison Montgomery | Maggie Esmerelda            |                                 |                                                   | Serena Belinda                    | Madison Montgomery                                     | Brooke Thompson  |                               |                      |                        | Anna Victoria Alcott | Gabrielle Pietermann                              |
| Kathy Bates            |                           |                                | Delphine LaLaurie  | Ethel Darling               | Iris                            | Agnes Mary WinsteadThomasin „Die Metzgerin“ White |                                   | Miriam MeadDelphine LaLaurie                           |                  |                               |                      |                        |                      | Regina Lemnitz                                    |
| Michael Chiklis        |                           |                                |                    | Wendell „Dell“ Toledo       |                                 |                                                   |                                   |                                                        |                  |                               |                      |                        |                      | Jörg Hengstler                                    |
| Finn Wittrock          |                           |                                |                    | Dandy Mott                  | Tristan DuffyRudolph Valentino  | Jether Polk                                       |                                   |                                                        | Bobby Richter    | Harry Gardner                 |                      |                        |                      | Roman Wolko                                       |
| Angela Bassett         |                           |                                | Marie Laveau       | Desiree Dupree              | Ramona Royale                   | Monet TumusiimeLee Harris                         |                                   | Marie Laveau                                           |                  |                               |                      |                        |                      | Anke Reitzenstein                                 |
| Wes Bentley            |                           |                                |                    | Edward Mordrake             | John Lowe                       | DylanAmbrose White                                |                                   |                                                        |                  |                               |                      |                        |                      | Alexander Doering                                 |
| Matt Bomer             |                           |                                |                    | Andy                        | Donovan                         |                                                   |                                   |                                                        |                  |                               |                      |                        |                      | Simon Jäger                                       |
| Chloë Sevigny          |                           | Shelley                        |                    |                             | Dr. Alex Lowe                   |                                                   |                                   |                                                        |                  |                               |                      |                        |                      | Anna Carlsson                                     |
| Cheyenne Jackson       |                           |                                |                    |                             | Will Drake                      | Sidney Aaron James                                | Dr. Rudy Vincent                  | John Henry Moore                                       |                  |                               |                      |                        |                      | Jaron Löwenberg                                   |
| Lady Gaga              |                           |                                |                    |                             | Elizabeth Johnson               | Scáthach                                          |                                   |                                                        |                  |                               |                      |                        |                      | Jacqueline Belle                                  |
| Cuba Gooding Jr.       |                           |                                |                    |                             |                                 | Dominic BanksMatt Miller                          |                                   |                                                        |                  |                               |                      |                        |                      | Dietmar Wunder                                    |
| André Holland          |                           |                                |                    |                             |                                 | Matt Miller                                       |                                   |                                                        |                  |                               |                      |                        |                      | Marios Gavrilis                                   |
| Billie Lourd           |                           |                                |                    |                             |                                 |                                                   | Winter AndersonLinda Kasabian     | Mallory                                                | Montana Duke     | Leslie „Lark“ Feldman         |                      | Dr. Hannah Wells       | Ashley               | Lara Trautmann                                    |
| Alison Pill            |                           |                                |                    |                             |                                 |                                                   | Ivy Mayfair-Richards              |                                                        |                  |                               |                      |                        |                      | Manja Doering                                     |
| Adina Porter           | Sally Freeman             |                                |                    |                             |                                 | Lee Harris                                        | Beverly Hope                      | Dinah Stevens                                          |                  | Chief Burleson                |                      |                        |                      | Karen Schulz-Vobach (Staffel 1) Katrin Zimmermann |
| Leslie Grossman        |                           |                                |                    |                             |                                 |                                                   | Meadow WiltonPatricia Krenwinkel  | Coco St. Pierre Vanderbilt                             | Margaret Booth   | Ursula Caan                   | Calico               | Barbara Read           | Ashleigh             | Bianca Krahl                                      |
| Cody Fern              |                           |                                |                    |                             |                                 |                                                   |                                   | Michael Langdon                                        | Xavier Plympton  |                               | Valiant Thor         |                        |                      | Jeremias Koschorz                                 |
| Matthew Morrison       |                           |                                |                    |                             |                                 |                                                   |                                   |                                                        | Trevor Kirchner  |                               |                      |                        |                      | Sven Hasper                                       |
| Gus Kenworthy          |                           |                                |                    |                             |                                 |                                                   |                                   |                                                        | Chet Clancy      |                               |                      |                        |                      | Sebastian Kluckert                                |
| John Carroll Lynch     |                           |                                |                    | Twisty, der Clown           | John Wayne Gacy                 |                                                   | Twisty, der Clown                 |                                                        | Benjamin Richter |                               |                      |                        |                      | Werner Böhnke Detlef Bierstedt (Staffel 9)        |
| Angelica Ross          |                           |                                |                    |                             |                                 |                                                   |                                   |                                                        | Donna Chambers   | Die Chemikerin                | Theta                |                        |                      | Anja Stadlober                                    |
| Zach Villa             |                           |                                |                    |                             |                                 |                                                   |                                   |                                                        | Richard Ramirez  |                               |                      |                        |                      | Tim Knauer                                        |
| Macaulay Culkin        |                           |                                |                    |                             |                                 |                                                   |                                   |                                                        |                  | Mickey                        |                      |                        |                      | Tobias Nath                                       |
| Ryan Kiera Armstrong   |                           |                                |                    |                             |                                 |                                                   |                                   |                                                        |                  | Alma Gardner                  |                      |                        |                      | Xara Eich                                         |
| Neal McDonough         |                           |                                |                    |                             |                                 |                                                   |                                   |                                                        |                  |                               | Dwight D. Eisenhower |                        |                      | Matthias Klie                                     |
| Kaia Gerber            |                           |                                |                    |                             |                                 |                                                   |                                   |                                                        |                  |                               | Kendall Carr         |                        |                      | Soraya Richter                                    |
| Nico Greetham          |                           |                                |                    |                             |                                 |                                                   |                                   |                                                        |                  |                               | Cal Cambon           |                        |                      | Ricardo Richter                                   |
| Isaac Cole Powell      |                           |                                |                    |                             |                                 |                                                   |                                   |                                                        |                  |                               | Troy Lord            | Theo Graves            |                      | Tobias Diakow                                     |
| Rachel Hilson          |                           |                                |                    |                             |                                 |                                                   |                                   |                                                        |                  |                               | Jamie Howard         |                        |                      | Giovanna Winterfeldt                              |
| Rebecca Dayan          |                           |                                |                    |                             |                                 |                                                   |                                   |                                                        |                  |                               | Maria                | Alana                  |                      | Susanne Geier                                     |
| Russell Tovey          |                           |                                |                    |                             |                                 |                                                   |                                   |                                                        |                  |                               |                      | Detective Patrick Read |                      | Marcel Collé                                      |
| Joe Mantello           |                           |                                |                    |                             |                                 |                                                   |                                   |                                                        |                  |                               |                      | Gino Barelli           |                      | Bernd Vollbrecht                                  |
| Charlie Carver         |                           |                                |                    |                             |                                 |                                                   |                                   |                                                        |                  |                               |                      | Adam Carpenter         |                      | Florian Hoffmann                                  |
| Sandra Bernhard        |                           |                                |                    |                             |                                 |                                                   |                                   | Hannah                                                 |                  |                               |                      | Fran                   |                      | Sabina Trooger                                    |
| Patti LuPone           |                           |                                | Joan Ramsey        |                             |                                 |                                                   |                                   |                                                        |                  |                               |                      | Kathy Pizazz           |                      | Katarina Tomaschewsky                             |
| Kim Kardashian         |                           |                                |                    |                             |                                 |                                                   |                                   |                                                        |                  |                               |                      |                        | Siobhan Corbyn       | Rubina Nath                                       |
| Cara Delevingne        |                           |                                |                    |                             |                                 |                                                   |                                   |                                                        |                  |                               |                      |                        | Ivy                  | Maximiliane Häcke                                 |
| Matt Czuchry           |                           |                                |                    |                             |                                 |                                                   |                                   |                                                        |                  |                               |                      |                        | Dexter Harding       | Jeremias Koschorz                                 |
| Michaela Jaé Rodriguez |                           |                                |                    |                             |                                 |                                                   |                                   |                                                        |                  |                               |                      |                        | Nicolette            | Julia Kaufmann                                    |
| Annabelle Dexter-Jones |                           |                                |                    |                             |                                 |                                                   |                                   |                                                        |                  |                               |                      |                        | Sonia Shawcross      | Antje Thiele                                      |
| Julie White            |                           |                                |                    |                             |                                 |                                                   |                                   |                                                        |                  |                               |                      |                        | Ms. Io Preecher      | Judith Steinhäuser                                |
| Maaz Ali               |                           |                                |                    |                             |                                 |                                                   |                                   |                                                        |                  |                               |                      |                        | Kamal                |                                                   |

Anmerkungen:
1. ↑  Lily Rabe, André Holland und Adina Porter stellen die echten Personen dar, die in der Dokumentation My Roanoke Nightmare als Interviewpartner zu sehen sind, während andere Darsteller Schauspieler in den nachgestellten Szenen verkörpern.
2. ↑  Dylan McDermott wird in keiner der Folgen im Abspann genannt.
3. ↑  Peters verkörperte ebenfalls Andy Warhol, Jim Jones, David Koresh, Marshall Applewhite, Jesus und Charles Manson.

## Staffel 1(Murder House)

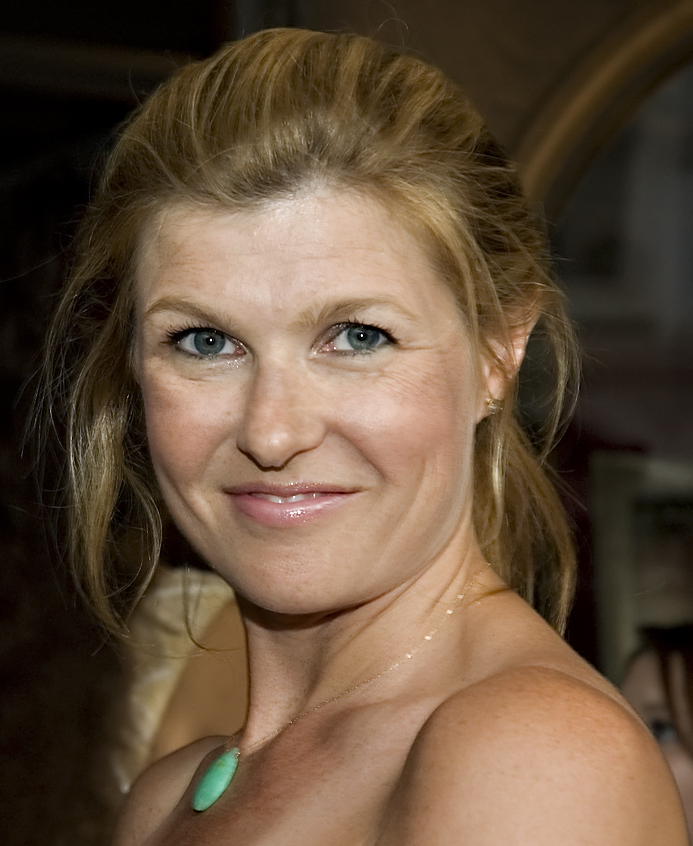
Connie Britton ist in der ersten Staffel als Hausbesitzerin Vivien Harmon zu sehen.

| Schauspieler           | Rolle                     | Hauptrolle (Episoden)      | Nebenrolle (Episoden)            | Synchronsprecher    |
| ---------------------- | ------------------------- | -------------------------- | -------------------------------- | ------------------- |
| Connie Britton         | Vivien Harmon             | 1.01–1.12                  |                                  | Melanie Pukaß       |
| Dylan McDermott        | Dr. Benjamin „Ben“ Harmon | 1.01–1.12                  |                                  | Peter Flechtner     |
| Evan Peters            | Tate Langdon              | 1.01–1.12                  |                                  | Jan Rohrbach        |
| Taissa Farmiga         | Violet Harmon             | 1.01–1.08, 1.10–1.12       |                                  | Luisa Wietzorek     |
| Denis O’Hare           | Larry Harvey              | 1.01–1.05, 1.07, 1.09–1.10 |                                  | Udo Schenk          |
| Jessica Lange          | Constance Langdon         | 1.01–1.07, 1.09–1.12       |                                  | Karin Buchholz      |
| Frances Conroy         | Moira O’Hara              |                            | 1.01–1.09, 1.11–1.12             | Helga Sasse         |
| Alexandra Breckenridge | Moira O’Hara              |                            | 1.01–1.03, 1.07, 1.09, 1.12      | Maria Koschny       |
| Jamie Brewer           | Adelaide Langdon          |                            | 1.01–1.02, 1.04–1.05, 1.10, 1.12 | Marie-Luise Schramm |
| Christine Estabrook    | Marcy                     |                            | 1.01, 1.03–1.04, 1.07–1.08, 1.12 | Claudia Kleiber     |
| Kai und Bodhi Schulz   | Troy und Bryan            |                            | 1.01, 1.04–1.05, 1.12            | Alexander Landmann  |
| Kate Mara              | Hayden McClaine           |                            | 1.02–1.05, 1.08–1.09, 1.11–1.12  | Luise Helm          |
| Michael Graziadei      | Travis Wanderly           |                            | 1.02, 1.04, 1.09–1.10, 1.12      | Tobias Nath         |
| Lily Rabe              | Nora Montgomery           |                            | 1.03–1.05, 1.07–1.08, 1.11–1.12  | Cathlen Gawlich     |
| Matt Ross              | Charles Montgomery        |                            | 1.03–1.04, 1.06–1.07, 1.09, 1.11 | Viktor Neumann      |
| Zachary Quinto         | Chad Warwick              |                            | 1.04–1.05, 1.08, 1.11            | Timmo Niesner       |
| Teddy Sears            | Patrick                   |                            | 1.04–1.05, 1.08, 1.11            | Oliver Feld         |
| Morris Chestnut        | Officer Luke              |                            | 1.04–1.09                        | Tobias Kluckert     |
| Sarah Paulson          | Billie Dean Howard        |                            | 1.06, 1.09, 1.11                 | Ulrike Stürzbecher  |
| Rebecca Wisocky        | Lorraine Harvey           |                            | 1.07, 1.10, 1.12                 | Ulrike Möckel       |
| Mena Suvari            | Elizabeth Short           |                            | 1.09, 1.12                       | Julia Ziffer        |

## Staffel 2(Asylum)

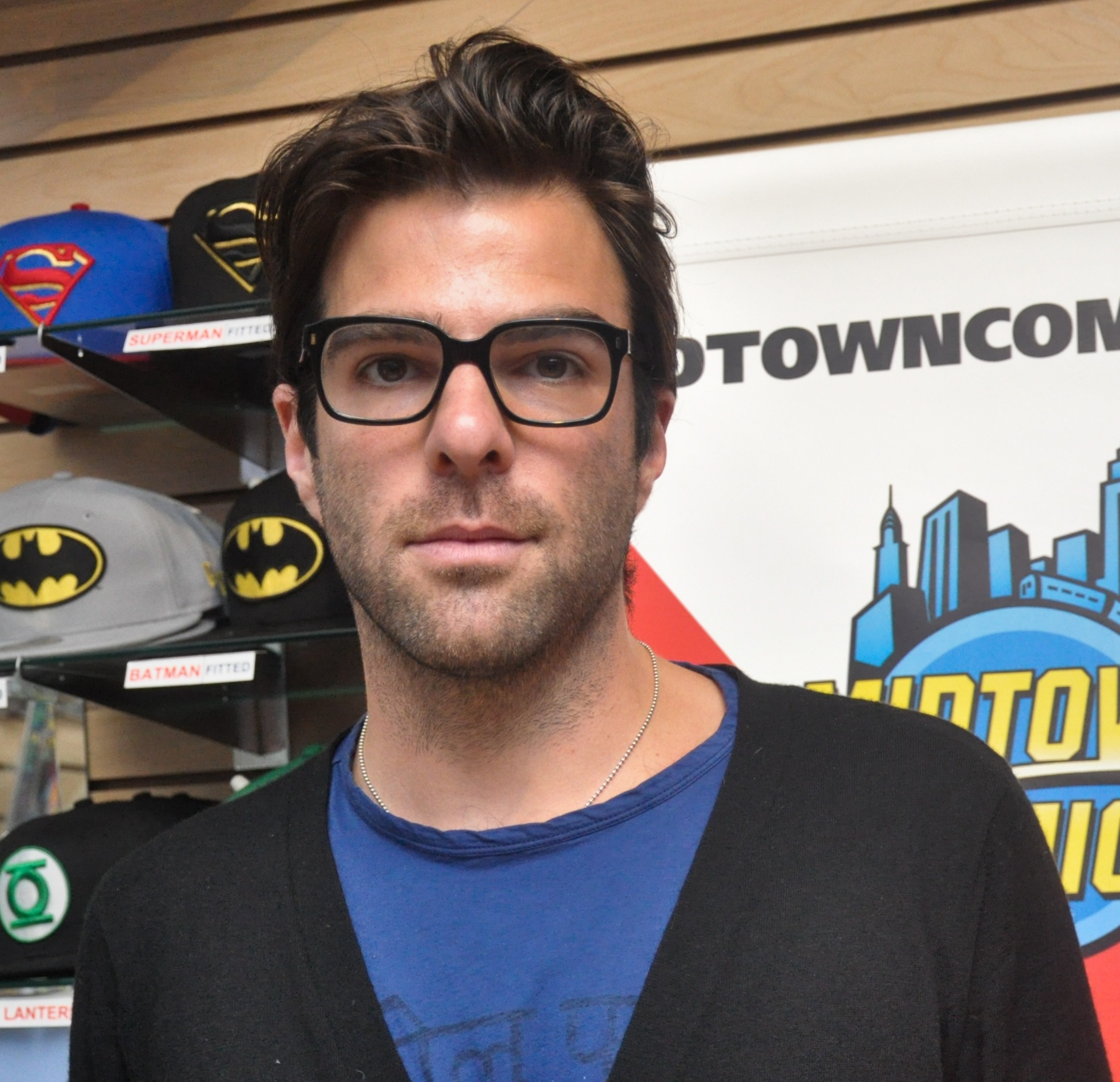
Zachary Quinto ist in der 1. Staffel als Hausbesitzer Chad Warwick, und in der zweiten als Dr. Oliver Thredson zu sehen.

| Schauspieler      | Rolle                          | Hauptrolle (Episoden)            | Nebenrolle (Episoden)            | Synchronsprecher         |
| ----------------- | ------------------------------ | -------------------------------- | -------------------------------- | ------------------------ |
| Zachary Quinto    | Dr. Oliver Thredson            | 2.02–2.13                        |                                  | Timmo Niesner            |
| Joseph Fiennes    | Monsignor Timothy Howard       | 2.01–2.02, 2.04, 2.06, 2.08–2.13 |                                  | Frank Schaff             |
| Sarah Paulson     | Lana Winters                   | 2.01–2.13                        |                                  | Ulrike Stürzbecher       |
| Evan Peters       | Kit Walker                     | 2.01–2.13                        |                                  | Jan Rohrbach             |
| Lily Rabe         | Schwester Mary Eunice          | 2.01–2.10                        |                                  | Cathlen Gawlich          |
| Lizzie Brocheré   | Grace Bertrand                 | 2.01–2.05, 2.07–2.12             |                                  | Kaya Marie Möller        |
| James Cromwell    | Dr. Arthur Arden / Hans Gruber | 2.01–2.10                        |                                  | Jochen Schröder          |
| Jessica Lange     | Schwester Jude / Judy Martin   | 2.01–2.13                        |                                  | Karin Buchholz           |
| Chloë Sevigny     | Shelley                        |                                  | 2.01–2.06                        | Anna Carlsson            |
| Adam Levine       | Leo Morrison                   |                                  | 2.01–2.03, 2.06, 2.13            | Jaron Löwenberg          |
| Jenna Dewan-Tatum | Teresa Morrison                |                                  | 2.01–2.03, 2.06, 2.13            | Giuliana Jakobeit        |
| Clea DuVall       | Wendy Peyser                   |                                  | 2.01–2.02, 2.05, 2.11            | Peggy Sander             |
| Mark Consuelos    | Spivey                         |                                  | 2.01, 2.03, 2.06, 2.10           | Matthias Rimpler         |
| Britne Oldford    | Alma Walker                    |                                  | 2.01, 2.04–2.05, 2.08, 2.11–2.12 | Nicole Hannak            |
| Naomi Grossman    | Pepper                         |                                  | 2.01–2.03, 2.09–2.13             | Elke Appelt              |
| Fredric Lehne     | Frank McCann                   |                                  | 2.02–2.05, 2.07–2.09             | Erich Räuker             |
| Franka Potente    | „Anne Frank“ / Charlotte Brown |                                  | 2.04–2.05                        | Natascha Schaff          |
| Mark Margolis     | Sam Goodman                    |                                  | 2.05–2.07                        | Friedrich Georg Beckhaus |
| Dylan McDermott   | Johnny Morgan                  |                                  | 2.06, 2.09, 2.11–2.13            | Peter Flechtner          |
| Frances Conroy    | Shachath (Engel des Todes)     |                                  | 2.07, 2.09–2.10, 2.12–2.13       | Helga Sasse              |
| Ian McShane       | Leigh Emerson                  |                                  | 2.08–2.09                        | Lutz Riedel              |
| Barbara Tarbuck   | Schwester Claudia              |                                  | 2.08–2.09, 2.11                  | Isabella Grothe          |

Anmerkungen (Staffel 2):
1. ↑  Lily Rabe verkörpert die Rolle der Mary Eunice ebenfalls in der vierten Staffel.
2. ↑  Wird als Special Guest Star aufgelistet.
3. ↑  Naomi Grossman verkörpert die Rolle der Pepper ebenfalls in der vierten Staffel.
4. ↑  Dylan McDermott wird in keiner der Folgen im Abspann genannt.

## Staffel 3(Coven)

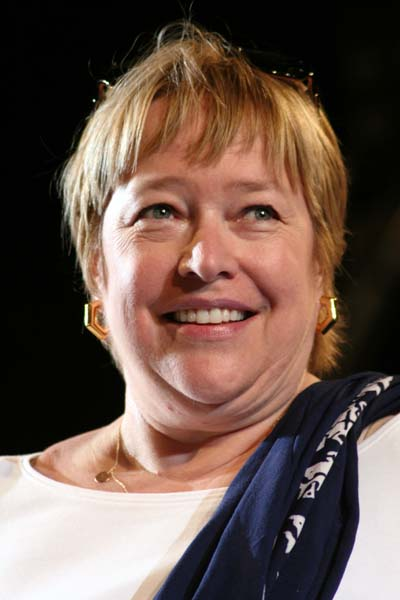
Kathy Bates spielt in der dritten Staffel die rassistische Serienmörderin Delphine Lalaurie.

| Schauspieler      | Rolle              | Hauptrolle (Episoden)                      | Nebenrolle (Episoden) | Synchronsprecher      |
| ----------------- | ------------------ | ------------------------------------------ | --------------------- | --------------------- |
| Sarah Paulson     | Cordelia Foxx      | 3.01–3.13                                  |                       | Ulrike Stürzbecher    |
| Taissa Farmiga    | Zoe Benson         | 3.01–3.13                                  |                       | Luisa Wietzorek       |
| Frances Conroy    | Myrtle Snow        | 3.01, 3.04–3.05, 3.08–3.13                 |                       | Katharina Lopinski    |
| Evan Peters       | Kyle Spencer       | 3.01–3.04, 3.06–3.09, 3.11–3.13            |                       | Jan Rohrbach          |
| Lily Rabe         | Misty Day          | 3.01–3.03, 3.05–3.06, 3.08–3.10, 3.12–3.13 |                       | Cathlen Gawlich       |
| Emma Roberts      | Madison Montgomery | 3.01–3.13                                  |                       | Gabrielle Pietermann  |
| Denis O’Hare      | Spalding           | 3.01–3.09, 3.11, 3.13                      |                       | Udo Schenk            |
| Kathy Bates       | Delphine LaLaurie  | 3.01–3.05, 3.07–3.09, 3.11–3.12            |                       | Regina Lemnitz        |
| Jessica Lange     | Fiona Goode        | 3.01–3.13                                  |                       | Karin Buchholz        |
| Angela Bassett    | Marie Laveau       |                                            | 3.01–3.12             | Anke Reitzenstein     |
| Gabourey Sidibe   | Queenie            |                                            | 3.01–3.13             | Maja Maneiro          |
| Jamie Brewer      | Nan                |                                            | 3.01–3.10             | Marie-Luise Schramm   |
| Danny Huston      | Der Axtmann        |                                            | 3.06–3.08, 3.10–3.13  | Klaus-Dieter Klebsch  |
| Josh Hamilton     | Hank Foxx          |                                            | 3.02, 3.04–3.07, 3.09 | Dennis Schmidt-Foß    |
| Patti LuPone      | Joan Ramsey        |                                            | 3.03, 3.08–3.10       | Katarina Tomaschewsky |
| Alexander Dreymon | Luke Ramsey        |                                            | 3.03–3.05, 3.08–3.09  | Marcel Collé          |
| Stevie Nicks      | Stevie Nicks       |                                            | 3.09–3.10, 3.13       | Denise Gorzelanny     |

Anmerkungen (Staffel 3):
1. 1 2 3 4  Wird als Special Guest Star gelistet.

### Nennenswerte Gastdarsteller
Alexandra Breckenridge trat als Kaylee (3.04, 3.06) auf, Lance Reddick als Papa Legba (3.10, 3.12–3.13).

## Staffel 4(Freak Show)

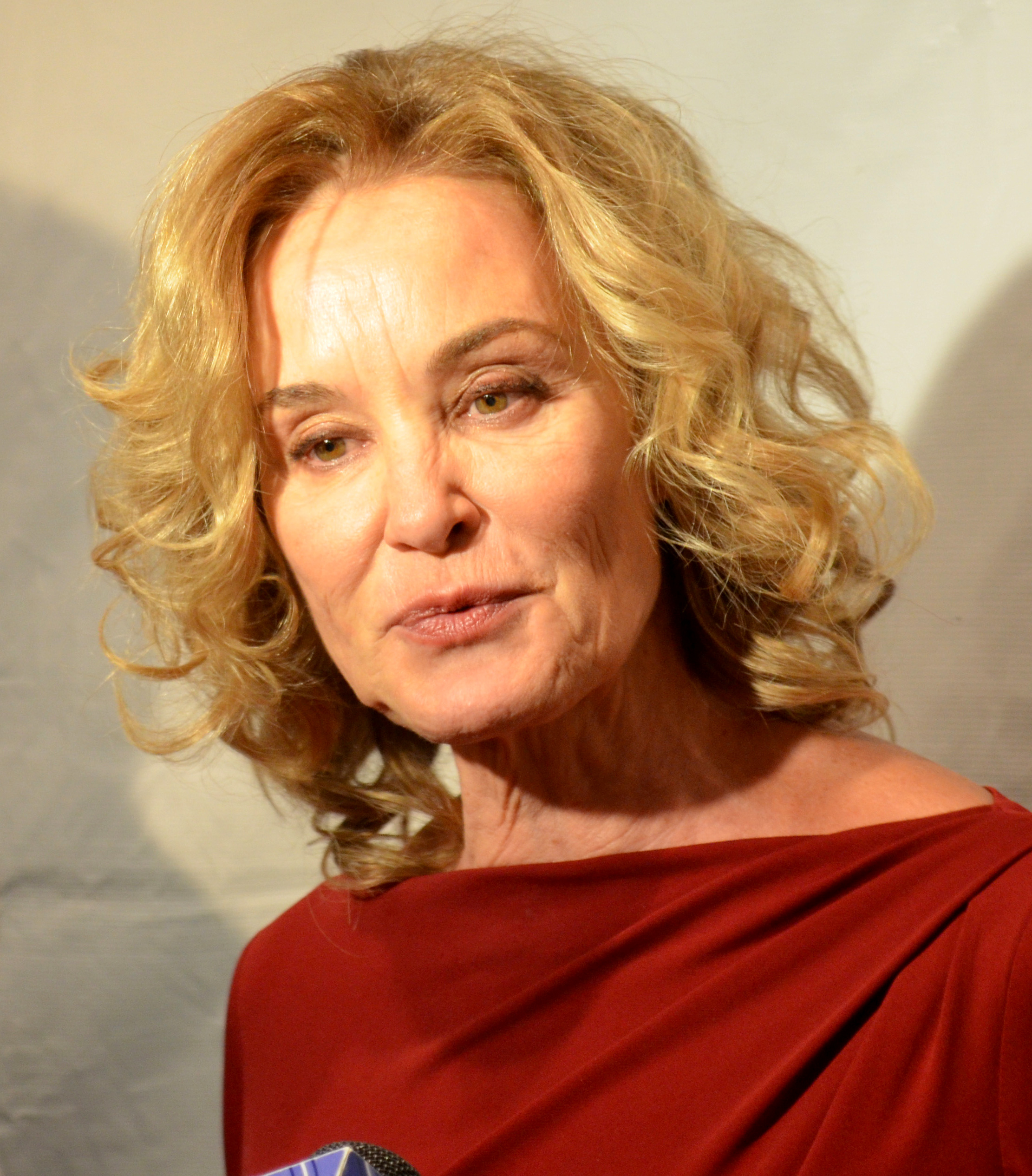
Jessica Lange gab bekannt, die Serie nach der vierten Staffel zu verlassen, kehrte jedoch für die achte Staffel als Special Guest Star zurück.

| Schauspieler       | Rolle                       | Hauptrolle (Episoden)           | Nebenrolle (Episoden)      | Synchronsprecher     |
| ------------------ | --------------------------- | ------------------------------- | -------------------------- | -------------------- |
| Sarah Paulson      | Bette & Dot Tattler         | 4.01–4.07, 4.09–4.13            |                            | Ulrike Stürzbecher   |
| Evan Peters        | Jimmy Darling               | 4.01–4.13                       |                            | Jan Rohrbach         |
| Michael Chiklis    | Wendell „Dell“ Toledo       | 4.02–4.05, 4.07–4.11            |                            | Jörg Hengstler       |
| Frances Conroy     | Gloria Mott                 | 4.01–4.03, 4.05–4.09            |                            | Katharina Lopinski   |
| Denis O’Hare       | Stanley                     | 4.03–4.12                       |                            | Udo Schenk           |
| Emma Roberts       | Maggie Esmerelda            | 4.03–4.12                       |                            | Gabrielle Pietermann |
| Finn Wittrock      | Dandy Mott                  | 4.01–4.09, 4.11–4.13            |                            | Roman Wolko          |
| Angela Bassett     | Desiree Dupree              | 4.02–4.05, 4.07–4.13            |                            | Anke Reitzenstein    |
| Kathy Bates        | Ethel Darling               | 4.01–4.03, 4.05–4.09, 4.12–4.13 |                            | Regina Lemnitz       |
| Jessica Lange      | Elsa Mars                   | 4.01–4.13                       |                            | Karin Buchholz       |
| Skyler Samuels     | Bonnie Lipton               |                                 | 4.01–4.04                  | Maria Hönig          |
| Naomi Grossman     | Pepper                      |                                 | 4.01–4.10                  | Elke Appelt          |
| John Carroll Lynch | Twisty the Clown            |                                 | 4.01–4.04, 4.13            | Werner Böhnke        |
| Ben Woolf          | Meep                        |                                 | 4.01–4.02, 4.13            | Marcel Collé         |
| Mat Fraser         | Paul „The Illustrated Seal“ |                                 | 4.01–4.13                  | Tobias Lelle         |
| Amazon Eve         | Eve                         |                                 | 4.01–4.03, 4.05–4.13       | Katrin Zimmermann    |
| Jyoti Amge         | Mahadevi „Ma Petite“ Patel  |                                 | 4.01–4.03, 4.05–4.11, 4.13 | Julia Stoepel        |
| Christopher Neiman | Salty                       |                                 | 4.01–4.10                  | Santiago Ziesmer     |
| Grace Gummer       | Penny                       |                                 | 4.01, 4.06–4.08, 4.12–4.13 | Julia Kaufmann       |
| Patti LaBelle      | Dora Brown                  |                                 | 4.02–4.05                  | Joseline Gassen      |
| Celia Weston       | Lillian Hemmings            |                                 | 4.03–4.10, 4.12            | Isabella Grothe      |

Anmerkungen (Staffel 4):
1. ↑  Naomi Grossman verkörperte die Rolle der Pepper bereits in der zweiten Staffel.

### Nennenswerte Gastdarsteller
Im Verlauf der Staffel waren einige bekannte Schauspieler in Gastrollen zu sehen. Jamie Brewer kehrte in Form der vermenschlichten Bauchrednerpuppe Marjorie in zwei Folgen zur Serie zurück. Des Weiteren waren Wes Bentley als Edward Mordrake (4.03–4.04, 4.13), Matt Bomer als Andy (4.05), Gabourey Sidibe als Regina Ross (4.05, 4.08–4.09), Danny Huston als Massimo Dolcefino (4.08, 4.12–4.13), Neil Patrick Harris als Chester Creb (4.11–4.12) sowie dessen Ehemann David Burtka als Michael Beck in Gastrollen zu sehen. In der zehnten Folge war Lily Rabe als die bereits in der zweiten Staffel der Serie vorkommende Mary Eunice zu sehen und in der zwölften Folge John Cromwell in der Rolle des Dr. Arthur Arden / Hans Gruber, die in der zweiten Staffel von dessen Vater James Cromwell verkörpert wird.

## Staffel 5(Hotel)

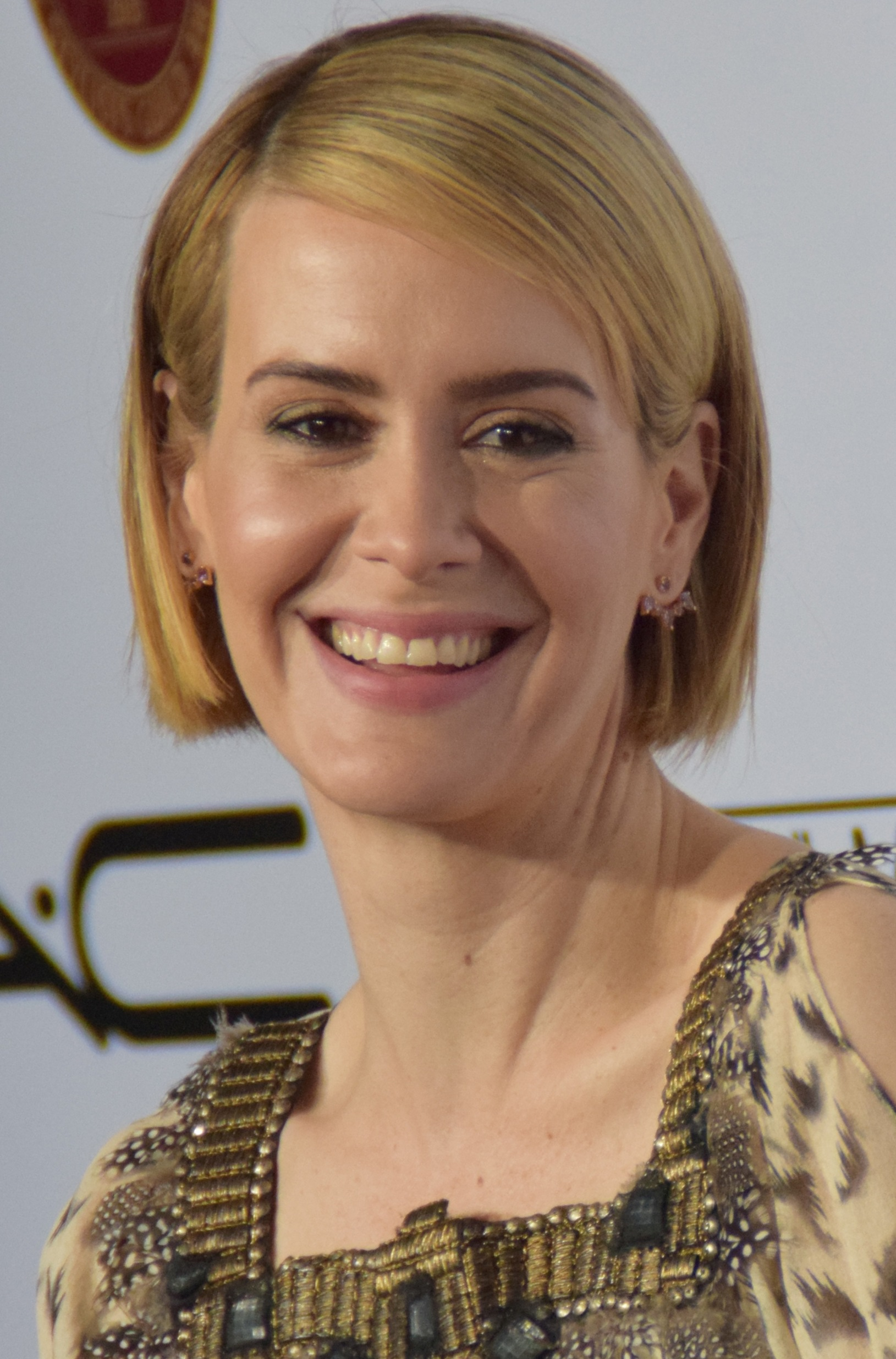
Sarah Paulson hatte in der ersten Staffel noch eine Nebenrolle, seit der zweiten Staffel gehört sie zur Hauptbesetzung.

| Schauspieler              | Rolle               | Hauptrolle (Episoden)           | Nebenrolle (Episoden)      | Synchronsprecher   |
| ------------------------- | ------------------- | ------------------------------- | -------------------------- | ------------------ |
| Kathy Bates               | Iris                | 5.01–5.03, 5.05–5.12            |                            | Regina Lemnitz     |
| Sarah Paulson             | Sally McKenna       | 5.01–5.05, 5.08, 5.10–5.12      |                            | Ulrike Stürzbecher |
| Sarah Paulson             | Billie Dean Howard  |                                 | 5.12                       | Ulrike Stürzbecher |
| Evan Peters               | James Patrick March | 5.02–5.04, 5.06–5.12            |                            | Jan Rohrbach       |
| Wes Bentley               | John Lowe           | 5.01–5.08, 5.10–5.12            |                            | Alexander Doering  |
| Matt Bomer                | Donovan             | 5.01–5.03, 5.05–5.06, 5.08–5.11 |                            | Simon Jäger        |
| Chloë Sevigny             | Alex Lowe           | 5.01–5.12                       |                            | Anna Carlsson      |
| Denis O’Hare              | Liz Taylor          | 5.01–5.06, 5.08–5.12            |                            | Udo Schenk         |
| Cheyenne Jackson          | Will Drake          | 5.01–5.03, 5.06–5.07, 5.09–5.12 |                            | Jaron Löwenberg    |
| Angela Bassett            | Ramona Royale       | 5.03, 5.05–5.06, 5.09–5.12      |                            | Anke Reitzenstein  |
| Lady Gaga                 | Elizabeth Johnson   | 5.01–5.12                       |                            | Jacqueline Belle   |
| Helena Mattsson           | Agnetha             |                                 | 5.01–5.02, 5.06, 5.12      | Ingrid Gustafsson  |
| Kamilla Alnes             | Vendela             |                                 | 5.01, 5.06, 5.12           | Josefin Hagen      |
| Max Greenfield            | Gabriel             |                                 | 5.01–5.03                  | Robin Kahnmeyer    |
| Mare Winningham           | Hazel Evers         |                                 | 5.01–5.04, 5.06–5.12       | Silke Matthias     |
| Richard T. Jones          | Det. Hahn           |                                 | 5.01–5.04, 5.06, 5.08      | Tobias Kluckert    |
| Lennon Henry              | Holden Lowe         |                                 | 5.01–5.06, 5.08, 5.10–5.12 | Manik Gaschina     |
| Shree Crooks              | Scarlett Lowe       |                                 | 5.01–5.04, 5.06, 5.11–5.12 | Melina Witez       |
| Lyric Lennon Parker-Angel | Lachlan Drake       |                                 | 5.01–5.03, 5.06–5.07, 5.09 | Oliver Szerkus     |
| Finn Wittrock             | Tristan Duffy       |                                 | 5.02–5.06, 5.12            | Roman Wolko        |
| Finn Wittrock             | Rudolph Valentino   |                                 | 5.07, 5.09–5.10            | Roman Wolko        |
| Anton Starkman            | Max Ellison         |                                 | 5.02–5.03, 5.05, 5.09–5.11 | Henning Berg       |
| John Carroll Lynch        | John Wayne Gacy     |                                 | 5.04, 5.12                 | Werner Böhnke      |
| Lily Rabe                 | Aileen Wuornos      |                                 | 5.04, 5.12                 | Cathlen Gawlich    |
| Alexandra Daddario        | Natacha Rambova     |                                 | 5.07, 5.09–5.10            | Rubina Kuraoka     |

Anmerkungen (Staffel 5):
1. ↑  Sarah Paulson verkörperte die Rolle der Billie Dean Howard bereits in der ersten Staffel der Serie.
2. 1 2  Wird als Special Guest Star gelistet.

### Nennenswerte Gastdarsteller
Christine Estabrook war nach der ersten Staffel erneut in ihrer Rolle der Immobilienmaklerin Marcy zu sehen und verkörperte die Figur in drei Folgen (5.01, 5.07 und 5.12). Zudem kehrte auch Gabourey Sidibe für die elfte Folge als Queenie zurück, die sie bereits in der dritten Staffel darstellte. Weiter verkörperten Naomi Campbell Claudia Bankson (5.02–5.03), Darren Criss die Rolle des Justin (5.05–5.06) und Robert Knepper die Rolle eines Police Lieutenant (5.05).

## Staffel 6(Roanoke)

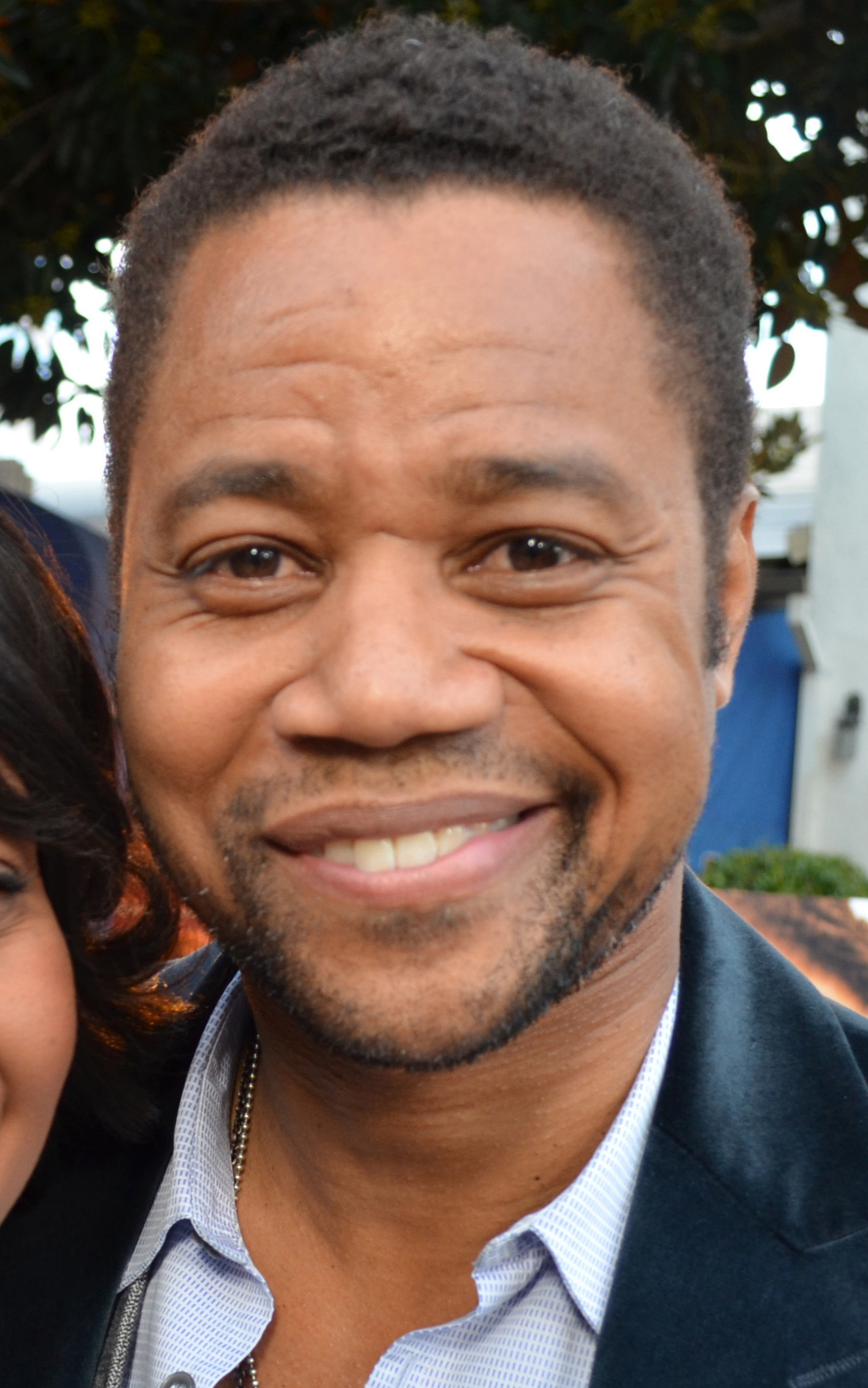
Cuba Gooding Jr. ergänzt in der sechsten Staffel die Hauptbesetzung und spielt Dominic Banks.

| Schauspieler            | Rolle                          | Rolle in My Roanoke Nightmare  | Hauptrolle (Episoden)               | Nebenrolle (Episoden) | Synchronsprecher   |
| ----------------------- | ------------------------------ | ------------------------------ | ----------------------------------- | --------------------- | ------------------ |
| Kathy Bates             | Agnes Mary Winstead            | Thomasin „Die Metzgerin“ White | 6.01–6.08, 6.10                     |                       | Regina Lemnitz     |
| Sarah Paulson           | Audrey Tindall                 | Shelby Miller                  | 6.01–6.10                           |                       | Ulrike Stürzbecher |
| Sarah Paulson           | Lana Winters                   |                                |                                     | 6.10                  | Ulrike Stürzbecher |
| Lily Rabe               | Shelby Miller                  | Shelby Miller                  | 6.01–6.08, 6.10                     |                       | Cathlen Gawlich    |
| Cuba Gooding Jr.        | Dominic Banks                  | Matt Miller                    | 6.01–6.10                           |                       | Dietmar Wunder     |
| André Holland           | Matt Miller                    | Matt Miller                    | 6.01–6.07, 6.10                     |                       | Marios Gavrilis    |
| Denis O’Hare            | William van Henderson          | Dr. Elias Cunningham           | 6.01–6.02, 6.04–6.05, 6.10          |                       | Udo Schenk         |
| Wes Bentley             | Dylan                          | Ambrose White                  | 6.01–6.05, 6.08–6.10                |                       | Alexander Doering  |
| Evan Peters             | Rory Monahan                   | Edward Felippe Mott            | 6.05–6.07, 6.10                     |                       | Jan Rohrbach       |
| Cheyenne Jackson        | Sidney Aaron James             |                                | 6.03–6.05 (Stimme), 6.06–6.07, 6.10 |                       | Jaron Löwenberg    |
| Angela Bassett          | Monet Tumusiime                | Lee Harris                     | 6.01–6.03, 6.05–6.10                |                       | Anke Reitzenstein  |
| Adina Porter            | Lee Harris                     | Lee Harris                     |                                     | 6.01–6.03, 6.05–6.10  | Katrin Zimmermann  |
| Charles Malik Whitfield |                                | Mason Harris                   |                                     | 6.01–6.03             | Sascha Rotermund   |
| Colby French            |                                | Officer Connell                |                                     | 6.01–6.03, 6.05       | Detlef Bierstedt   |
| Chaz Bono               |                                | Lot Polk                       |                                     | 6.01, 6.05–6.06, 6.10 | Tino Kießling      |
| Lady Gaga               |                                | Scáthach                       |                                     | 6.02–6.04             | Jacqueline Belle   |
| Saniyya Sidney          |                                | Flora Harris                   |                                     | 6.02, 6.04–6.05       | Marie Lemke        |
| Estelle Hermansen       |                                | Priscilla                      |                                     | 6.02, 6.04–6.05       | Pauline Großmeier  |
| Leslie Jordan           | Ashley Gilbert                 | Cricket Marlowe                |                                     | 6.03–6.04, 6.10       | Lutz Mackensy      |
| Susan Berger            | Thomasin „Die Metzgerin“ White |                                |                                     | 6.07, 6.09–6.10       |                    |
| Frederick Koehler       | Lot Polk                       | Lot Polk                       |                                     | 6.07–6.10             | Tim Sander         |

Anmerkungen (Staffel 6):
1. ↑  Lily Rabe, André Holland und Adina Porter stellen die echten Personen dar, die in der Dokumentation als Interviewpartner zu sehen sind, während andere Darsteller Schauspieler der nachgestellten Szenen verkörpern.
2. ↑  Sarah Paulson verkörperte die Rolle der Lana Winters bereits in der zweiten Staffel der Serie.

### Nennenswerte Gastdarsteller
Frances Conroy ist in der fünften Folge in nachgestellten Szenen als Mama Polk dabei sowie Robin Weigert als die echte Figur (6.07–6.08). Finn Wittrock ist in der siebten und achten Folge wiederum als echter Jether Polk vertreten. In der neunten Folge sind zudem Jacob Artist als Todd Connors und Taissa Farmiga als Sophie Green zu sehen, die hier erstmals seit der dritten Staffel wieder in der Serie mitspielt.

## Staffel 7(Cult)

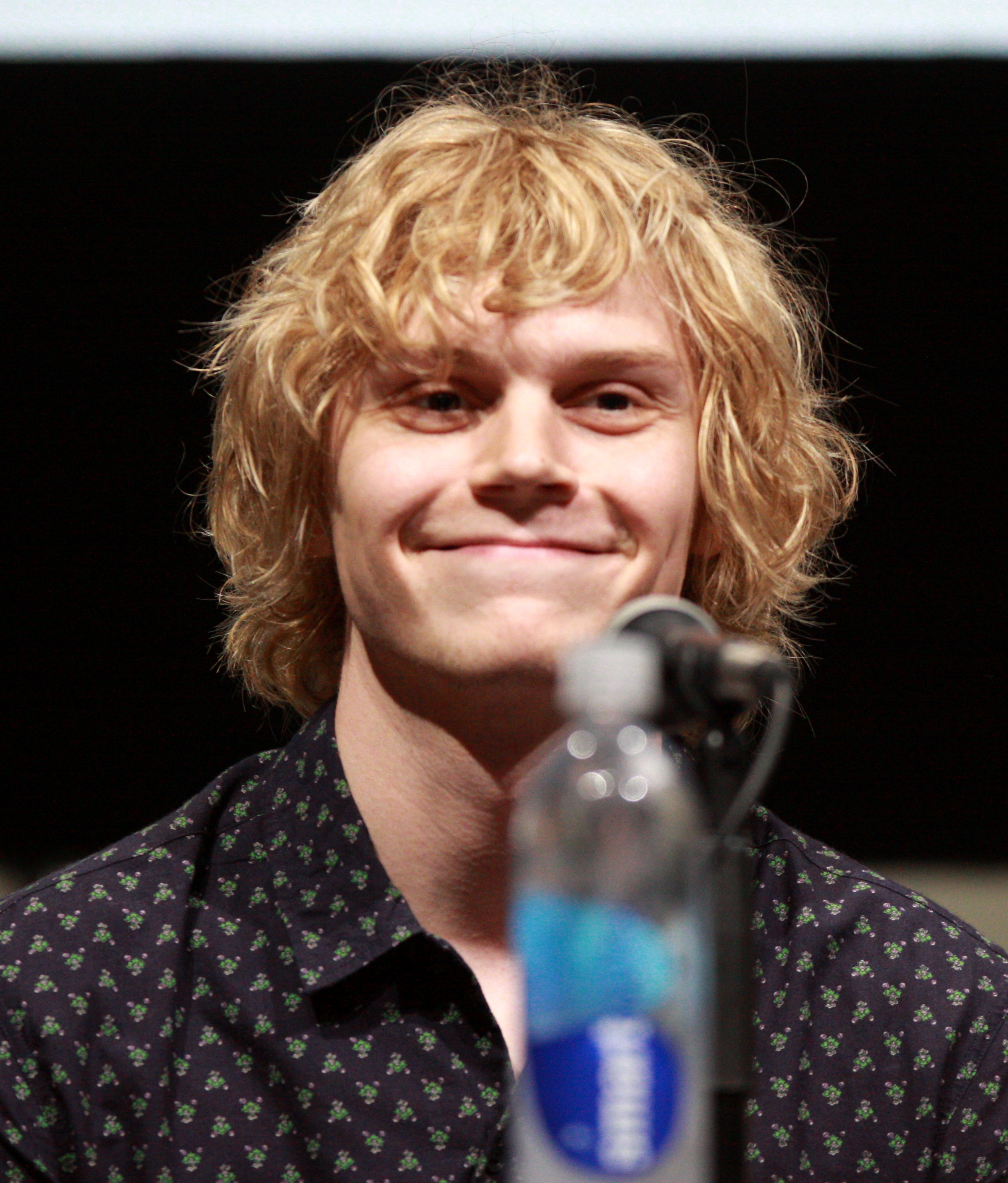
Evan Peters hat in allen Staffeln eine Hauptrolle, abgesehen von der neunten.

| Schauspieler       | Rolle                               | Hauptrolle (Episoden) | Nebenrolle (Episoden)       | Synchronsprecher    |
| ------------------ | ----------------------------------- | --------------------- | --------------------------- | ------------------- |
| Sarah Paulson      | Allyson „Ally“ Mayfair-Richards     | 7.01–7.11             |                             | Ulrike Stürzbecher  |
| Sarah Paulson      | Susan Atkins                        |                       | 7.10                        | Ulrike Stürzbecher  |
| Evan Peters        | Kai Anderson                        | 7.01–7.11             |                             | Jan Rohrbach        |
| Evan Peters        | Andy Warhol                         |                       | 7.07                        | Jan Rohrbach        |
| Evan Peters        | Marshall Applewhite                 |                       | 7.09                        | Jan Rohrbach        |
| Evan Peters        | David Koresh                        |                       | 7.09                        | Jan Rohrbach        |
| Evan Peters        | Jim Jones                           |                       | 7.09                        | Jan Rohrbach        |
| Evan Peters        | Jesus                               |                       | 7.09                        | Jan Rohrbach        |
| Evan Peters        | Charles Manson                      |                       | 7.10–7.11                   | Jan Rohrbach        |
| Billie Lourd       | Winter Anderson                     | 7.01–7.10             |                             | Lara Trautmann      |
| Billie Lourd       | Linda Kasabian                      |                       | 7.10                        | Lara Trautmann      |
| Cheyenne Jackson   | Dr. Rudy Vincent / Vincent Anderson | 7.01–7.06, 7.08, 7.10 |                             | Jaron Löwenberg     |
| Alison Pill        | Ivy Mayfair-Richards                | 7.01–7.09             |                             | Manja Doering       |
| Cooper Dodson      | Ozymandias „Oz“ Mayfair-Richards    |                       | 7.01–7.03, 7.05, 7.09, 7.11 | Jaron Müller        |
| Colton Haynes      | Det. Jack Samuels                   |                       | 7.01–7.03, 7.05–7.06, 7.08  | Florian Clyde       |
| Chaz Bono          | Gary Longstreet                     |                       | 7.01, 7.04–7.10             | Tino Kießling       |
| John Carroll Lynch | Twisty the Clown                    |                       | 7.01–7.02                   | Werner Böhnke       |
| Adina Porter       | Beverly Hope                        |                       | 7.02–7.11                   | Katrin Zimmermann   |
| Leslie Grossman    | Meadow Wilton                       |                       | 7.02–7.06                   | Bianca Krahl        |
| Leslie Grossman    | Patricia „Katie“ Krenwinkel         |                       | 7.10                        | Bianca Krahl        |
| Billy Eichner      | Harrison Wilton                     |                       | 7.02–7.07                   | Florian Hoffmann    |
| Billy Eichner      | Charles „Tex“ Watson                |                       | 7.10                        | Florian Hoffmann    |
| Dermot Mulroney    | Bob Thompson                        |                       | 7.03–7.05                   | Charles Rettinghaus |

Anmerkungen (Staffel 7):
1. ↑  Wird als Special Guest Star gelistet.

### Nennenswerte Gastdarsteller
Emma Roberts, die in der dritten, vierten, achten und neunten Staffel jeweils eine Hauptrolle innehat, war als Reporterin Serena Belinda in der vierten Episode zu sehen. Mare Winningham verkörperte die Stadtratskandidatin Sally Keffler in der sechsten Folge. Frances Conroy, welche bereits in allen Staffeln außer Hotel mit dabei war, tauchte für zwei Episoden als Bebe Babbitt, die Freundin der Autorin Valerie Solanas (Lena Dunham), auf. Jamie Brewer, bekannt aus der ersten, dritten und vierten Staffel, spielte Hedda, eine der Frauen in der Gruppe um Valerie Solanas. Alle drei erschienen in der siebten Episode, wobei Conroy auch noch einmal in Folge 10 einen Auftritt hatte, und wurden genauso wie Roberts als „Special Guest Stars“ gelistet.

## Staffel 8(Apocalypse)

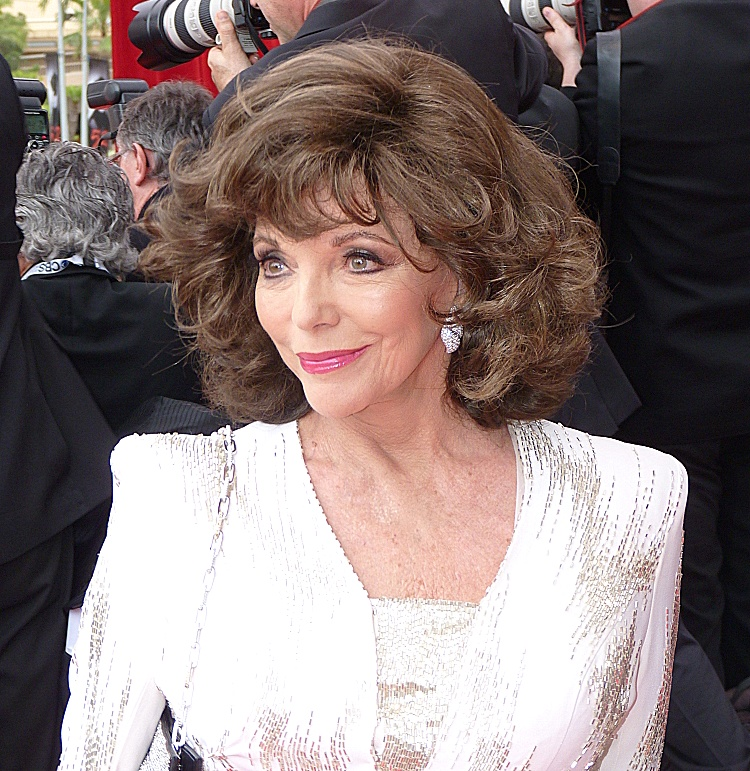
Joan Collins ergänzt die Besetzung in der achten Staffel.

| Schauspieler           | Rolle                      | Hauptrolle (Episoden)      | Nebenrolle (Episoden)      | Synchronsprecher     |
| ---------------------- | -------------------------- | -------------------------- | -------------------------- | -------------------- |
| Sarah Paulson          | Wilhemina Venable          | 8.01–8.04, 8.08–8.10       |                            | Ulrike Stürzbecher   |
| Sarah Paulson          | Cordelia Goode             | 8.03–8.05, 8.07–8.10       |                            | Ulrike Stürzbecher   |
| Sarah Paulson          | Billie Dean Howard         |                            | 8.06                       | Ulrike Stürzbecher   |
| Evan Peters            | Mr. Gallant                | 8.01–8.03, 8.10            |                            | Jan Rohrbach         |
| Evan Peters            | James Patrick March        |                            | 8.04                       | Jan Rohrbach         |
| Evan Peters            | Tate Langdon               |                            | 8.06                       | Jan Rohrbach         |
| Evan Peters            | Jeff Pfister               | 8.08–8.10                  |                            | Jan Rohrbach         |
| Adina Porter           | Dinah Stevens              | 8.01–8.04, 8.07, 8.09–8.10 |                            | Katrin Zimmermann    |
| Billie Lourd           | Mallory                    | 8.01–8.05, 8.07, 8.09–8.10 |                            | Lara Trautmann       |
| Leslie Grossman        | Coco St. Pierre Vanderbilt | 8.01–8.05, 8.07, 8.09–8.10 |                            | Bianca Krahl         |
| Cody Fern              | Michael Langdon            | 8.01–8.06, 8.08–8.10       |                            | Jeremias Koschorz    |
| Emma Roberts           | Madison Montgomery         | 8.03–8.07, 8.09–8.10       |                            | Gabrielle Pietermann |
| Cheyenne Jackson       | John Henry Moore           | 8.04–8.05, 8.07, 8.09      |                            | Jaron Löwenberg      |
| Kathy Bates            | Miriam Mead                | 8.01–8.10                  |                            | Regina Lemnitz       |
| Kathy Bates            | Delphine LaLaurie          |                            | 8.10                       | Regina Lemnitz       |
| Billy Eichner          | Brock                      |                            | 8.01, 8.03, 8.10           | Florian Hoffmann     |
| Billy Eichner          | Mutt Nutter                |                            | 8.08–8.10                  | Florian Hoffmann     |
| Joan Collins           | Evie Gallant               |                            | 8.01–8.02                  | Liane Rudolph        |
| Joan Collins           | Bubbles McGee              |                            | 8.07, 8.09                 | Liane Rudolph        |
| Jeffrey Bowyer-Chapman | Andre Stevens              |                            | 8.01–8.03                  | Karlo Hackenberger   |
| Kyle Allen             | Timothy Campbell           |                            | 8.01–8.03, 8.10            | Konrad Bösherz       |
| Ashley Santos          | Emily                      |                            | 8.01–8.03, 8.10            | Marie Hinze          |
| Erika Ervin            | The Fist                   |                            | 8.01–8.03                  | Judith Steinhäuser   |
| Frances Conroy         | Myrtle Snow                |                            | 8.03–8.05, 8.07, 8.09–8.10 | Katharina Lopinski   |
| Frances Conroy         | Moira O’Hara               |                            | 8.06                       | Katharina Lopinski   |
| Taissa Farmiga         | Zoe Benson                 |                            | 8.04–8.05, 8.07, 8.09–8.10 | Luisa Wietzorek      |
| Taissa Farmiga         | Violet Harmon              |                            | 8.06                       | Luisa Wietzorek      |
| Gabourey Sidibe        | Queenie                    |                            | 8.04–8.05, 8.07, 8.09–8.10 | Maja Maneiro         |
| Billy Porter           | Behold Chablis             |                            | 8.04–8.07, 8.09            | Florian Halm         |
| Bradley Darryl Wong    | Baldwin Pennypacker        |                            | 8.04–8.05, 8.07            | Rainer Fritzsche     |
| Lily Rabe              | Misty Day                  |                            | 8.05, 8.10                 | Cathlen Gawlich      |
| Jessica Lange          | Constance Langdon          |                            | 8.06, 8.10                 | Karin Buchholz       |
| Naomi Grossman         | Samantha Crowe             |                            | 8.06, 8.10                 | Elke Appelt          |
| Carlo Rota             | Anton Szandor LaVey        |                            | 8.06, 8.10                 | Erich Räuker         |
| Jamie Brewer           | Nan                        |                            | 8.07, 8.10                 | Marie-Luise Schramm  |

Anmerkungen (Staffel 8):
1. 1 2 3  Wird als Special Guest Star gelistet.

### Nennenswerte Gastdarsteller
Lesley Fera trat als „Cooperative“-Agentin (8.01) auf.
Stevie Nicks spielte sich in Episode 5 selbst und sang, wie auch schon in der dritten Staffel, einen Song. Mena Suvari trat als Elizabeth „The Black Dahlia“ Short in einer Szene der Episode 8.06 auf – diese Rolle verkörperte sie auch schon in der ersten Staffel (Murder House).
Außerdem traten Connie Britton und Dylan McDermott  als Special Guests jeweils in 8.06 in ihren Rollen aus der ersten Staffel auf. Lance Reddick trat in 8.07 in der Rolle, die er auch in der dritten Staffel spielte, auf. In Episode 8.08 waren Sandra Bernhard als die satanistische Hohepriesterin Hannah und Harriet Sansom Harris in der Rolle der Madelyn zu sehen. Mark Ivanir spielte in zwei Szenen Kaiser Nikolaus II. von Russland in 8.09. Außerdem verkörperte Angela Bassett in 8.10 Marie Laveau, ihre Rolle aus der dritten Staffel.

## Staffel 9(1984)

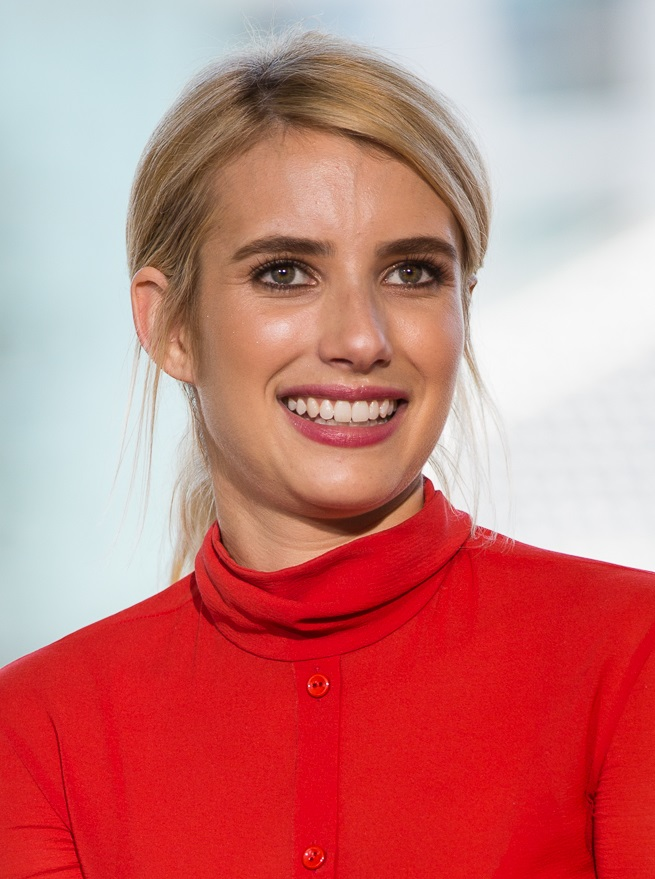
Emma Roberts wirkte bisher in fünf Staffeln der Serie mit.

| Schauspieler       | Rolle                            | Hauptrolle (Episoden) | Nebenrolle (Episoden)      | Synchronsprecher     |
| ------------------ | -------------------------------- | --------------------- | -------------------------- | -------------------- |
| Emma Roberts       | Brooke Thompson                  | 9.01–9.09             |                            | Gabrielle Pietermann |
| Billie Lourd       | Montana Duke                     | 9.01–9.09             |                            | Lara Trautmann       |
| Leslie Grossman    | Margaret Booth                   | 9.01–9.02, 9.04–9.09  |                            | Bianca Krahl         |
| Cody Fern          | Xavier Plympton                  | 9.01–9.09             |                            | Jeremias Koschorz    |
| Gus Kenworthy      | Chet Clancy                      | 9.01–9.09             |                            | Sebastian Kluckert   |
| Angelica Ross      | Donna Chambers / Rita            | 9.01–9.09             |                            | Anja Stadlober       |
| Matthew Morrison   | Trevor Kirchner                  | 9.01–9.04, 9.06–9.09  |                            | Sven Hasper          |
| John Carroll Lynch | Benjamin Richter / „Mr. Jingles“ | 9.01–9.09             |                            | Detlef Bierstedt     |
| Zach Villa         | Richard Ramirez                  | 9.01–9.09             |                            | Tim Knauer           |
| DeRon Horton       | Ray Powell                       |                       | 9.01–9.03, 9.05–9.09       | Fabian Oscar Wien    |
| Orla Brady         | Dr. Karen Hopple                 |                       | 9.01–9.04                  | Sabine Falkenberg    |
| Lou Taylor Pucci   | Jonas Shevoore                   |                       | 9.01–9.02, 9.05, 9.08–9.09 | Wanja Gerick         |
| Tara Karsian       | Bertie                           |                       | 9.01, 9.04, 9.09           | Almut Zydra          |
| Mitch Pileggi      | Art                              |                       | 9.01, 9.03                 | Reinhard Scheunemann |
| Renton Pexa        | Keith                            |                       | 9.03–9.04, 9.07–9.09       |                      |
| Andrew Tippie      | Larry                            |                       | 9.03–9.04, 9.07–9.09       |                      |
| Sean Liang         | Pete                             |                       | 9.03, 9.07–9.09            |                      |
| Leslie Jordan      | Courtney                         |                       | 9.06–9.09                  |                      |
| Dylan McDermott    | Bruce                            |                       | 9.07–9.09                  |                      |
| Lily Rabe          | Lavinia Richter                  |                       | 9.07–9.09                  | Cathlen Gawlich      |

### Nennenswerte Gastdarsteller
Dreama Walker hatte in der dritten Folge der Staffel einen Gastauftritt als die echte Rita, während Finn Wittrock in der neunten Folge im Staffelfinale als erwachsener Sohn von Mr. Jingles zu sehen war.

## Staffel 10(Double Feature)

### Teil 1:Red Tide

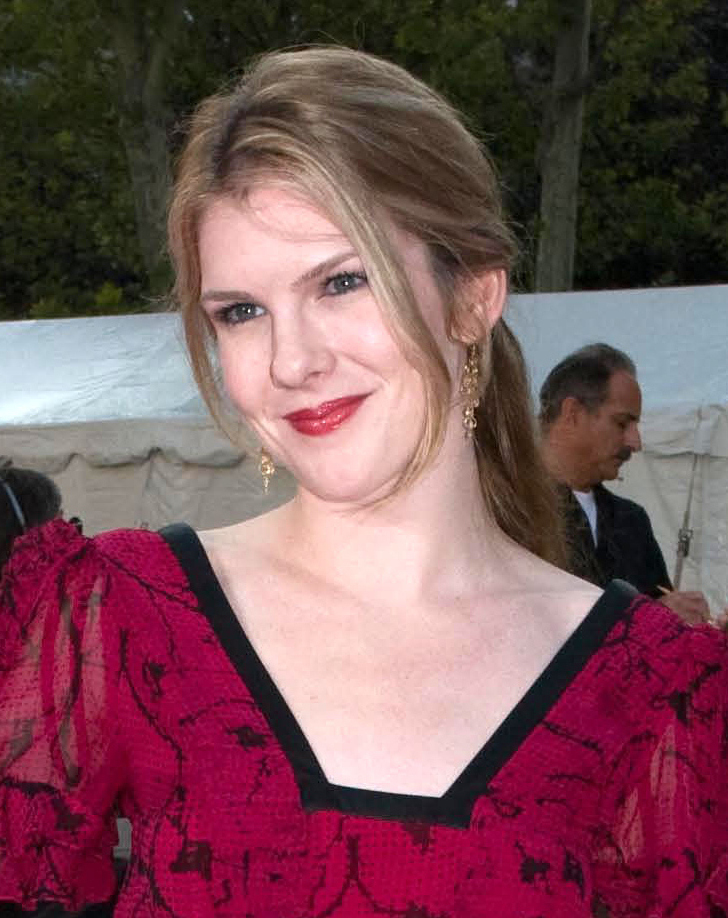
Lily Rabe wirkt auch in der zehnten Staffel wieder mit und gehört mit Sarah Paulson und Evan Peters zu den am häufigsten wiederkehrenden Schauspielern der Serie.

| Schauspieler         | Rolle                         | Hauptrolle (Episoden)    | Nebenrolle (Episoden) | Synchronsprecher   |
| -------------------- | ----------------------------- | ------------------------ | --------------------- | ------------------ |
| Sarah Paulson        | Tuberkulose „TB“ Karen        | 10.01–10.02, 10.04–10.05 |                       | Ulrike Stürzbecher |
| Evan Peters          | Austin Sommers                | 10.01–10.04, 10.06       |                       | Jan Rohrbach       |
| Lily Rabe            | Doris Gardener                | 10.01–10.03, 10.05       |                       | Cathlen Gawlich    |
| Finn Wittrock        | Harry Gardener                | 10.01–10.03, 10.05–10.06 |                       | Roman Wolko        |
| Frances Conroy       | Belle Noir / Sarah Cunningham | 10.01–10.06              |                       | Katharina Lopinski |
| Billie Lourd         | Dr. Leslie "Lark" Feldman     | 10.02, 10.04             |                       | Lara Trautmann     |
| Leslie Grossman      | Ursula Caan                   | 10.01–10.03, 10.05–10.06 |                       | Bianca Krahl       |
| Adina Porter         | Chief Burleson                | 10.01, 10.03, 10.06      |                       | Katrin Zimmermann  |
| Angelica Ross        | Die Chemikerin                | 10.03–10.04, 10.06       |                       | Anja Stadlober     |
| Macaulay Culkin      | Mickey                        | 10.01–10.05              |                       | Tobias Nath        |
| Ryan Kiera Armstrong | Alma Gardener                 | 10.01–10.03, 10.05–10.06 |                       | Xara Eich          |
| Robin Weigert        | Martha                        |                          | 10.01, 10.06          | Sabine Falkenberg  |
| Denis O’Hare         | Holden Vaughn                 |                          | 10.03–10.06           | Axel Malzacher     |
| Dot-Marie Jones      | Trooper Jan Remy              |                          | 10.06                 | Judith Steinhäuser |

### Teil 2:Death Valley

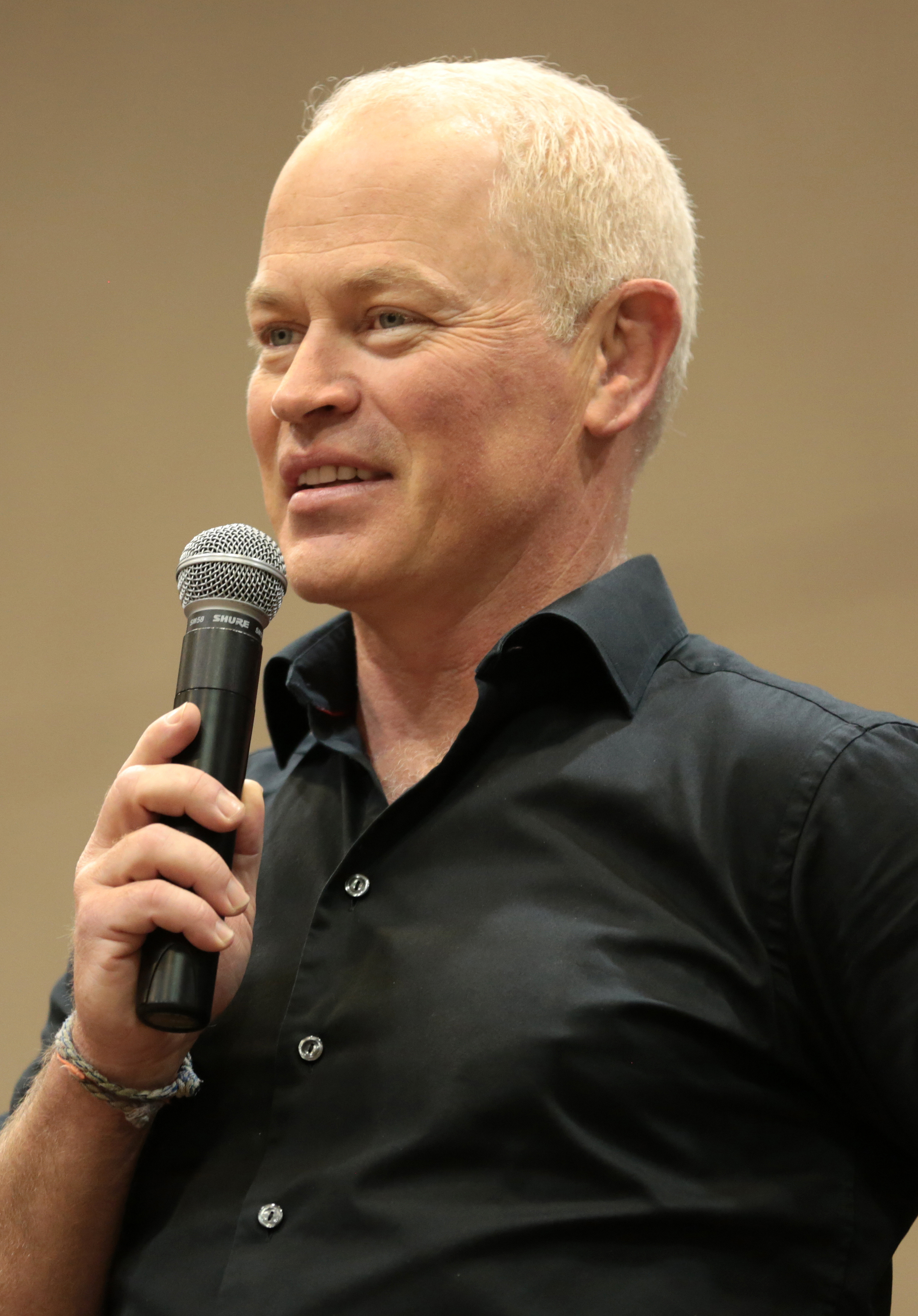
Neal McDonough verkörpert in Death Valley den amerikanischen Präsidenten Dwight D. Eisenhower.

| Schauspieler      | Rolle                | Hauptrolle (Episoden) | Nebenrolle (Episoden) | Synchronsprecher     |
| ----------------- | -------------------- | --------------------- | --------------------- | -------------------- |
| Sarah Paulson     | Mamie Eisenhower     | 10.07–10.10           |                       | Ulrike Stürzbecher   |
| Lily Rabe         | Amelia Earhart       | 10.07–10.08           |                       | Cathlen Gawlich      |
| Leslie Grossman   | Calico               | 10.08–10.10           |                       | Bianca Krahl         |
| Angelica Ross     | Theta                | 10.08–10.10           |                       | Anja Stadlober       |
| Neal McDonough    | Dwight D. Eisenhower | 10.07–10.10           |                       | Matthias Klie        |
| Kaia Gerber       | Kendall Carr         | 10.07–10.10           |                       | Soraya Richter       |
| Nico Greetham     | Cal Cambon           | 10.07–10.10           |                       | Ricardo Richter      |
| Rachel Hilson     | Jamie Howard         | 10.07–10.10           |                       | Giovanna Winterfeldt |
| Isaac Cole Powell | Troy Lord            | 10.07–10.10           |                       | Tobias Diakow        |
| Rebecca Dayan     | Maria                | 10.07–10.08           |                       | Susanne Geier        |
| Craig Sheffer     | Richard Nixon        |                       | 10.08–10.10           | Dirk Bublies         |
| Cody Fern         | Valiant Thor         |                       | 10.09–10.10           | Jeremias Koschorz    |

## Staffel 11(NYC)

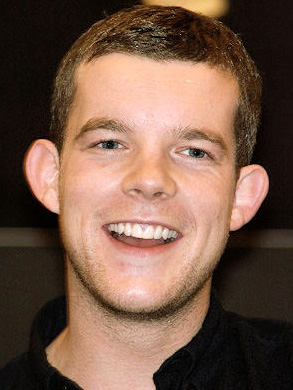
Russell Tovey spielt in der elften Staffel Detective Patrick Read.

| Schauspieler           | Rolle                         | Hauptrolle (Episoden)                 | Nebenrolle (Episoden)                 | Synchronsprecher |
| ---------------------- | ----------------------------- | ------------------------------------- | ------------------------------------- | ---------------- |
| Russell Tovey          | Detective Patrick Read        | 11.01–11.10                           |                                       | Marcel Collé     |
| Joe Mantello           | Gino Barelli                  | 11.01–11.10                           |                                       | Bernd Vollbrecht |
| Billie Lourd           | Dr. Hannah Wells              | 11.01–11.03, 11.05–11.07, 11.10       |                                       | Lara Trautmann   |
| Denis O’Hare           | Henry                         | 11.01, 11.03, 11.06–11.09             |                                       | Axel Malzacher   |
| Charlie Carver         | Adam Carpenter                | 11.01–11.05, 11.07–11.10              |                                       | Florian Hoffmann |
| Leslie Grossman        | Barbara Read                  | 11.01–11.02, 11.04–11.05, 11.07–11.09 |                                       | Bianca Krahl     |
| Sandra Bernhard        | Fran                          | 11.01–11.03, 11.05, 11.07–11.08       |                                       | Sabina Trooger   |
| Isaac Cole Powell      | Theo Graves                   | 11.01–11.05, 11.08–11.09              |                                       | Tobias Diakow    |
| Zachary Quinto         | Sam                           | 11.01–11.04, 11.06, 11.08–11.09       | 11.07                                 | Timmo Niesner    |
| Patti LuPone           | Kathy Pizazz                  | 11.01, 11.04–11.05, 11.09–11.10       |                                       | Liane Rudolph    |
| Jeff Hiller            | Mister Whitely/Mai Tai Killer |                                       | 11.01–11.07, 11.09–11.10              | Bastian Sierich  |
| Kyle Beltran           | Morris                        |                                       | 11.01–11.02, 11.04                    | Arne Statskowiak |
| Kal Penn               | Mac Marzara                   |                                       | 11.01–11.04, 11.07                    | Matti Klemm      |
| Quei Tann              | Lita                          |                                       | 11.01–11.02, 11.07–11.08              | Peggy Pollow     |
| Clara McGregor         | KK                            |                                       | 11.01–11.02, 11.05, 11.07–11.08       | Flavia Vinzens   |
| Brian Ray Norris       | Detective Mulcahey            |                                       | 11.01–11.02, 11.04–11.07, 11.09–11.10 | Kevin Kraus      |
| Matthew William Bishop | Big Daddy                     |                                       | 11.01–11.05, 11.07–11.10              | Karim Khawatmi   |
| Taylor Bloom           | Stewart                       |                                       | 11.02–11.03, 11.08–11.09              | Amadeus Strobl   |
| Casey Thomas Brown     | Hans Henkes                   |                                       | 11.02–11.04                           | Sven Plate       |
| Hale Appleman          | Daniel Kanowicz               |                                       | 11.02–11.05, 11.07                    | René Dawn-Claude |
| Gideon Glick           | Cameron Dietrich              |                                       | 11.02–11.07                           | Marcel Mann      |

Anmerkungen (Staffel 11):
1. ↑  Ist in Folge 10 nicht zu sehen, man hört nur ihre Stimme.
2. ↑  In Form von Archivmaterial.

### Nennenswerte Gastdarsteller
Archivmaterial von Frances Conroy als Shachath wurde in Folge 11.05 verwendet. Des Weiteren verkörpert Sis die Rolle der Dunaway in der Folge 11.03 und auch Rebecca Dayan ist wieder mit dabei, diesmal als Alana (11.02–11.03).

## Staffel 12(Delicate)

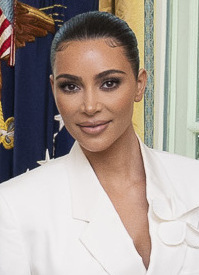
Realitystar und Modeikone Kim Kardashian gehört in der 12. Staffel als Siobhan Corbyn zur Hauptbesetzung.

| Schauspieler           | Rolle                | Hauptrolle (Episoden)           | Nebenrolle (Episoden)           | Synchronsprecher     |
| ---------------------- | -------------------- | ------------------------------- | ------------------------------- | -------------------- |
| Emma Roberts           | Anna Victoria Alcott | 12.01–12.06, 12.08–12.09        |                                 | Gabrielle Pietermann |
| Matt Czuchry           | Dexter Harding, Jr.  | 12.01–12.09                     |                                 |                      |
| Kim Kardashian         | Siobhan Corbyn       | 12.01–12.06, 12.08–12.09        |                                 |                      |
| Annabelle Dexter-Jones | Sonia Shawcross      | 12.01–12.03, 12.05–12.07, 12.09 |                                 | Antje Thiele         |
| Annabelle Dexter-Jones | Adeline Harding      | 12.02, 12.07, 12.09             |                                 | Antje Thiele         |
| Michaela Jaé Rodriguez | Nicolette            | 12.03–12.07, 12.09              |                                 |                      |
| Denis O’Hare           | Dr. Andrew Hill      | 12.01–12.05, 12.09              |                                 |                      |
| Cara Delevingne        | Ivy Ehrenreich       | 12.01–12.02, 12.04–12.07, 12.09 |                                 |                      |
| Julie White            | Ms. Io Preecher      | 12.01–12.03, 12.05–12.06, 12.08 |                                 |                      |
| Maaz Ali               | Kamal                | 12.02–12.06, 12.08–12.09        |                                 |                      |
| Juliana Canfield       | Talia Donavan        |                                 | 12.01–12.02, 12.06–12.07, 12.09 |                      |
| Tavi Gevinson          | Cora                 |                                 | 12.01–12.02, 12.05, 12.08       | Lea Kalbhenn         |
| Zo Tipp                | Theo                 |                                 | 12.01, 12.06–12.07              |                      |
| Andy Cohen             | er selbst            |                                 | 12.01                           |                      |
| Dominic Burgess        | Hamish Moss          |                                 | 12.02, 12.04                    |                      |
| Taylor Richardson      | Babette Eno          |                                 | 12.02, 12.05, 12.08             |                      |
| Ashlie Atkinson        | Annas Superfan       |                                 | 12.02, 12.06–12.07, 12.09       |                      |
| Debra Monk             | Virginia Harding     |                                 | 12.04–12.07                     |                      |
| Billie Lourd           | Ashley               |                                 | 12.04, 12.06, 12.09             |                      |
| Leslie Grossmann       | Ashleigh             |                                 | 12.04, 12.06, 12.09             |                      |
| Reed Birney            | Dexter Harding, Sr.  |                                 | 12.06–12.09                     |                      |

### Nennenswerte Gastdarsteller
Zachary Quinto tritt in Folge 12.02 als Presenter auf, wird jedoch nirgends explizit aufgeführt.